# Landesverwaltungsverfahrensgesetz
Als Landesverwaltungsverfahrensgesetz wird in der deutschen juristischen Fachliteratur vereinfachend das Gesetz bezeichnet, das das Verwaltungsverfahren der Behörden der deutschen Bundesländer (einschließlich der Behörden der Kreise und Gemeinden und der sonstigen landesunmittelbaren Anstalten, Körperschaften und Stiftungen des öffentlichen Rechts) regelt. Die amtliche Bezeichnung ist jedoch zumeist eine andere. 

## Verhältnis zum Verwaltungsverfahrensgesetz des Bundes
Das jeweilige Landesverwaltungsverfahrensgesetz steht gleichberechtigt neben dem Verwaltungsverfahrensgesetz des Bundes (VwVfG) aus dem Jahre 1976 und regelt wie dieses das Verwaltungsverfahren der Behörden. Ursprünglich hatte der Bundesgesetzgeber in Ausschöpfung seiner Gesetzgebungskompetenz vorsehen wollen, dass immer dann, wenn Landesbehörden Bundesrecht anwenden, das Bundesverwaltungsverfahrensgesetz gilt (§ 1 Abs. 2 VwVfG). Da in einem Verwaltungsverfahren jedoch oft sowohl materielles Bundesrecht als auch materielles Landesrecht anzuwenden ist, hätte diese Forderung die Länder vor unlösbare logistische Probleme gestellt.  
Auf politischer Ebene einigte man sich schließlich auf einen Kompromiss: Erlässt das Land auch ein Verwaltungsverfahrensgesetz, so gilt dieses auch für die Ausführung von Bundesrecht (§ 1 Abs. 3 VwVfG). Zugleich wurde auf politischer Ebene vereinbart, dass die von den Ländern zu erlassenden Landesverwaltungsverfahrensgesetze weitgehend wörtlich mit dem des Bundes übereinstimmen und auch dieselben Paragraphenbezeichnungen tragen. Dem sind alle Länder mit Wirkung vom 1. Januar 1977 nachgekommen. So stimmt § 35 VwVfG mit der Definition des Verwaltungsaktes in § 35 Hessisches Verwaltungsverfahrensgesetz wörtlich überein. Lediglich in Schleswig-Holstein ist man von diesem System leicht abgewichen. Da Schleswig-Holstein schon vor Inkrafttreten des Bundes-VwVfG ein sehr umfassendes Landesverwaltungsverfahrensgesetz hatte (das auch Regelungen zum Polizeirecht und zum Verwaltungsvollstreckungsrecht enthält), wurde dieses mit dem Inkrafttreten des Bundes-VwVfG nur im Wortlaut, nicht in der Nummerierung angepasst. Die Definition des Verwaltungsaktes steht daher heute in § 106 schleswig-holsteinisches Landesverwaltungsgesetz, stimmt mit der des § 35 VwVfG aber inhaltlich überein. 
Ändert der Bund sein VwVfG, so folgen die Länder dem in der Regel kurze Zeit später für ihren Bereich nach.

## Neue Tendenzen
Einige Bundesländer haben schon 1977, andere später davon abgesehen, den Wortlaut des Bundes-VwVfG mit landesbedingt erforderlichen Änderungen als Landesverwaltungsverfahrensgesetz neu zu verkünden. Sie verfügen zwar auch über ein Landesverwaltungsverfahrensgesetz. Dieses enthält aber oft nur eine dynamische Verweisung auf das Bundes-VwVfG, das auch für das Landesverwaltungsverfahren gelten soll („... für die öffentlich-rechtliche Verwaltungstätigkeit der Behörden des Landes gilt das Verwaltungsverfahrensgesetz des Bundes in der jeweils geltenden Fassung ...“). In den zumeist wenigen Folgebestimmungen werden dann nur noch die landesrechtlichen Besonderheiten geregelt. Der Landesgesetzgeber erspart sich auf diese Weise, Änderungen des Bundes-VwVfG im Landesrecht nachzuzeichnen.

## Verwaltungsverfahrensgesetze der Bundesländer
- Verwaltungsverfahrensgesetz für Baden-Württemberg (Landesverwaltungsverfahrensgesetz – LVwVfG) in der Fassung der Bekanntmachung vom 12. April 2005 (GBl. S. 350), zuletzt geändert durch Gesetz vom 17. Dezember 2009 (GBl. S. 809)
- Bayerisches Verwaltungsverfahrensgesetz (BayVwVfG) vom 23. Dezember 1976, zuletzt geändert durch Art. 9a Abs. 1 Bayerisches E-Government-Gesetz vom 22. Dezember 2015 (GVBl. S. 458)
- Gesetz über das Verfahren der Berliner Verwaltung (VwVfG) (PDF; 20 kB) vom 8. Dezember 1976 (GVBl. S. 2735, 2898), zuletzt geändert durch Gesetz vom 19. Juni 2006 (GVBl. S. 573)
- Verwaltungsverfahrensgesetz für das Land Brandenburg (VwVfGBbg) vom 7. Juli 2009 (GVBl. S. 262)
- Bremisches Verwaltungsverfahrensgesetz (BremVwVfG) in der Fassung der Bekanntmachung vom 9. Mai 2003 (Brem.GBl. S. 219), zuletzt geändert durch Gesetz vom 3. November 2009 (Brem.GBl. S. 446)
- Hamburgisches Verwaltungsverfahrensgesetz (HmbVwVfG) vom 9. November 1977 (GVBl. S. 333, 402), zuletzt geändert durch Gesetz vom 15. Dezember 2009 (GVBl. S. 444)
- Hessisches Verwaltungsverfahrensgesetz (HVwVfG) in der Fassung der Bekanntmachung vom 15. Januar 2010 (GVBl. I S. 18)
- Verwaltungsverfahrens-, Zustellungs- und Vollstreckungsgesetz des Landes Mecklenburg-Vorpommern (Landesverwaltungsverfahrensgesetz – VwVfG M-V) in der Fassung der Bekanntmachung vom 26. Februar 2004 (GVOBl. M-V S. 106), zuletzt geändert durch Gesetz vom 9. April 2015 (GVOBl. M-V S. 110)
- Niedersächsisches Verwaltungsverfahrensgesetz (NVwVfG) vom 3. Dezember 1976 (Nds. GVBl. S. 311), zuletzt geändert durch Gesetz vom 24. September 2009 (Nds. GVBl. S. 361)
- Verwaltungsverfahrensgesetz für das Land Nordrhein-Westfalen (VwVfG NRW) in der Fassung der Neubekanntmachung vom 12. November 1999 (GV. NRW. S. 602), zuletzt geändert durch Gesetz vom 17. Dezember 2009 (GV, NRW. S. 861)
- Landesgesetz über das Verwaltungsverfahren in Rheinland-Pfalz – Landesverwaltungsverfahrensgesetz (LVwVfG) vom 23. Dezember 1976 (GVBl. S. 308), zuletzt geändert durch Gesetz vom 27. Oktober 2009 (GVBl. S. 358)
- Gesetz Nr. 1056 – Saarländisches Verwaltungsverfahrensgesetz (SVwVfG) vom 15. Dezember 1976 (Amtsbl. S. 1151), zuletzt geändert durch Gesetz vom 16. März 2010 (Amtsbl. S. 64)
- Gesetz zur Regelung des Verwaltungsverfahrens- und des Verwaltungszustellungsrechts für den Freistaat Sachsen (SächsVwVfZG) vom 19. Mai 2010 (SächsGVBl. S. 142)
- Verwaltungsverfahrensgesetz Sachsen-Anhalt (VwVfG LSA) vom 18. November 2005 (GVBl. LSA S. 698)
- Allgemeines Verwaltungsgesetz für das Land Schleswig-Holstein (Landesverwaltungsgesetz – LVwG) in der Fassung der Bekanntmachung vom 2. Juni 1992 (GVOBl. Schl.-H. S. 243, ber. S. 534), zuletzt geändert durch Gesetz vom 24. April 2012 (GVOBl. Sch.-H. S. 530)
- Thüringer Verwaltungsverfahrensgesetz (ThürVwVfG) (PDF; 596 kB) in der Fassung der Neubekanntmachung vom 18. August 2009 (GVBl. S. 699), zuletzt geändert durch Gesetz vom 9. September 2010 (GVBl. S. 291)